# Kranium
Kemar Donaldson, conocido popularmente como Kranium , es un cantante de reggae y dancehall jamaicano conocido por su sencillo de 2013 "Nobody Has To Know", que le dio un reconocimiento internacional y lo llevó al sello discográfico Atlantic Records.

## Vida personal
Sobrino de Screwdriver , estuvo en Montego Bay antes de mudarse a Miami, Florida en 2005. Se mudó a la ciudad de Nueva York un año después.

## Carrera
Su carrera comenzó con una serie de apariciones en la ciudad de Nueva York y el área de los tres estados. Abrió espectáculos para Gyptian, Serani, I-Octane y Tarrus Riley.
Su canción, "Nobody Has to Know", producida por PLMR Productions, se escuchó en estaciones de radio étnicas en la ciudad de Nueva York, incluida la influyente Hot 97 FM . "Nobody Has To Know" vendió más de 39.000 copias en 2015, alcanzando el puesto 32 en la lista de Reggae Digital Songs. Kranium ha estado trabajando con productores como Tony Kelly, TJ Records y Cash Flow.. En 2021 lanzó un EP titulado Toxic

## Discografía

### Álbumes
- Rumores (2015)[5]
- Chispas de medianoche (2019)

### Sencillos
- Nadie Tiene que Saber[6]
- Podemos
- Entre Nosotros
- Estilo de vida
- Me dibujo Fuera
- Historia
- Casa de playa
- Stamina
- Lil Luv
- Moonlight
- No puede Dar Un...
- Swagga Buck
- Lo monta
- Rumores
- Gotta Cree
- Spydog
- se rebela Luna
- Esta mañana
- El Obraje
- Dos Sonrisas, Una Lágrima
- Envuelto en el Silencio
- Interlude
- Ningún Te Torturas
- Nadie Haffi Saber
- Noches insomnes
- Summer Frío
- Adicto de sexo
- Qué  Necesitamos
- Tubo de Busto de la presión
- Ningún Commoners
- Manos cruzadas
- Arriba y Fuera
- Pecado Tener Más (ft. Timbaland Y Cali)
- Quiere
- Yesos de Familia (Con Wizkid, ft. Kyla, Ty Dolla $ign, Dandee y J Balvin)
- No puede Creer  (con Ty Dolla Señal, ft. WizKid[7]
- Arriesgado (Refix)  (con Davido
- Tan Me Movimiento
- Gal Política (Remix) ft Tiwa Savage